# Bracon tergalis
Bracon tergalis är en stekelart som beskrevs av Vladimir Ivanovich Tobias 2000. Bracon tergalis ingår i släktet Bracon och familjen bracksteklar. Inga underarter finns listade.